# Ursula

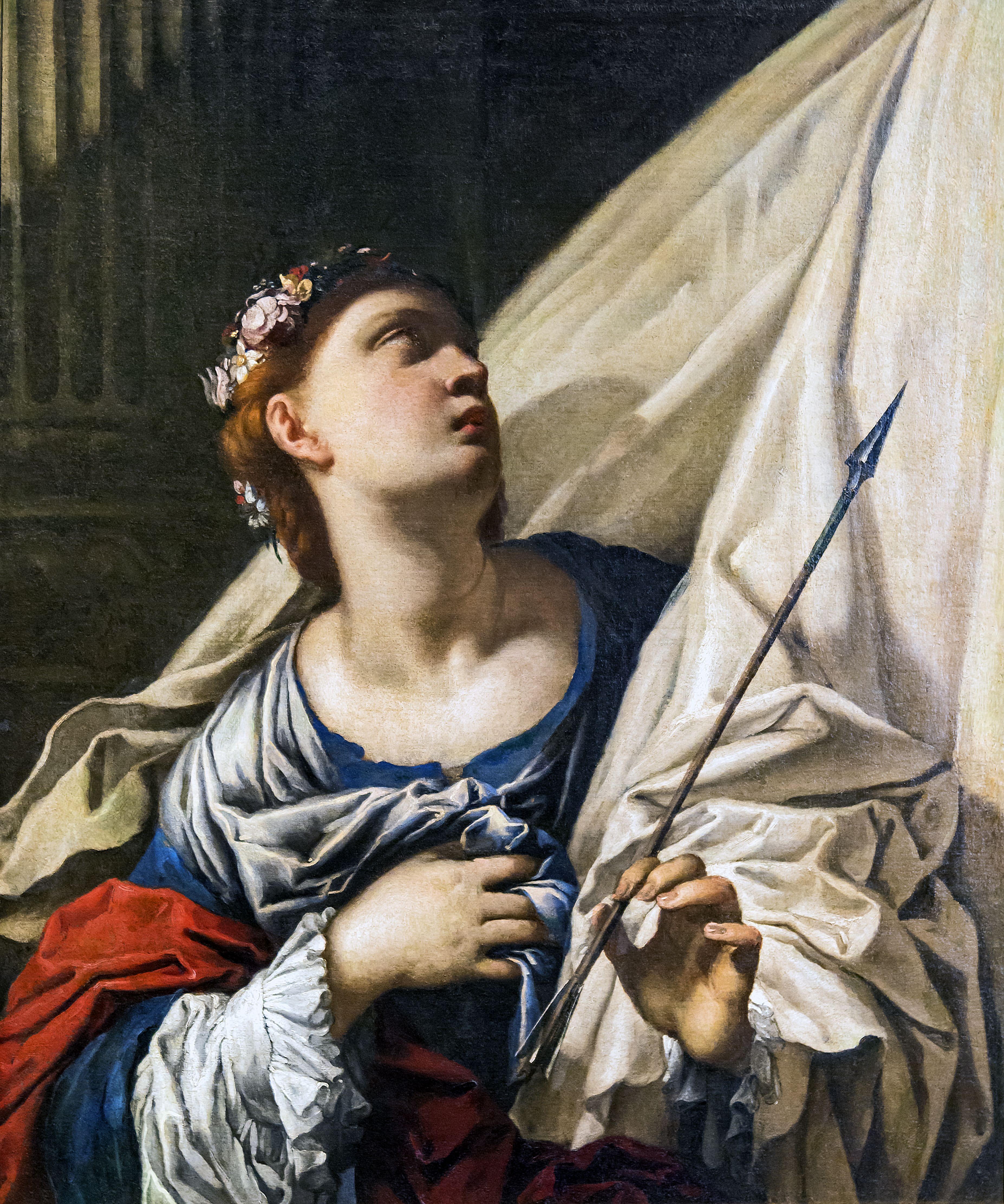
Sainte Ursule de Cologne

## Sens et origine du nom
Ursula, Ursule sous une forme francisée, est un prénom féminin issu du latin : ursus, ours et du diminutif -ula qui semble traduire dans une inscription bilingue latin - gaulois, le nom celtique Artula, petite oursonne. Il s'agit donc d'un calque. La même racine celtique art-, ours, se retrouve dans les noms Arthur et Armel.

## Variantes
- français : Ursule; Ours (forme masculine)
- allemand : Ursula (prononcé Ourzoula [urzula]), Urs (forme masculine)
- hongrois : Orsolya (prononcé "or-cho-ya")
- latin : Ursula
- polonais : Urszula
- Corse: Orso (forme masculine)

## Ursule comme nom de personne ou prénom

### Sainte
- Sainte Ursule

### Prénom
- Ursula Andress
- Ursula Bruhin
- Ursula K. Le Guin
- Ursula Meier
- Ursula Moore
- Ursula Plassnik
- Ursula Reutner
- Ursula von der Leyen

## Fiction
- Ursula est un personnage de La Petite Sirène.

## Bateau
Ursula (1920) : Ancien nom du Wylde Swan, un haranguier à moteur construit en 1920 à Kiel, transformé en 2010 en une goélette à hunier utilisée comme navire-école néerlandais.

## Astronomie
- (375) Ursula, astéroïde